# Secretum secretorum
Il Secretum secretorum (cioè Segreto dei segreti, o Liber moralium de regimine regum principum ac dominorum) è un trattato latino attribuito ad Aristotele ma redatto in realtà da uno Pseudo-Aristotele medievale.

## Struttura
L'opera contiene una serie di insegnamenti di Aristotele al discepolo Alessandro Magno, scritti in forma di epistola; fornisce indicazioni circa il comportamento del princeps, la giusta strategia politica ma anche il regime alimentare da seguire.
Alla versione originale, furono poco a poco aggiunte altre informazioni provenienti da tradizioni disparate.

## Influenza
La traduzione è stata portata a termine nel XII secolo da Giovanni da Siviglia (versione breve) e Filippo da Tripoli (versione lunga).
Il testo latino è stato originariamente tradotto dal Kitāb sirr al-asrār, che deriverebbe dall'al-Siyāsa al-ʿāmmiyya, un incrocio tra ideologie greche, bizantine e iraniche. Nel prologo del Sirr al-asrār, si racconta che la traduzione originaria era stata realizzata in un primo momento dal greco al siriaco e poi all'arabo da Yaḥyâ ibn al-Biṭrīq.
Il Kitāb sirr al-asrār ebbe un grande successo, fu diffuso da circa cinquanta manoscritti e tradotto presto in latino ed ebraico, da cui si ricavò una versione in castigliano (Poridat de las Poridades) che servì da base per la versione catalana (Libre de Saviesa). Le versioni in portoghese, antico-francese e italiano derivano invece da quella latina.